# Avrad
Avrad var i Sverige den årliga avgift som landbon eller bonden såsom brukare eller nyttjare av jord, vatten eller skog hade att betala till jordägaren eller kronan (staten), se regale. 
Kronans avradsland kunde även nyttjas av hela eller delar av byar, mot en årlig avgift (avrad). Avraden motsvarade i viss mån senare tiders arrendeavgift. Den utgick under medeltiden antingen i pengar eller i jordbruksprodukter eller i en kombination av dessa. 

## Avrad i Jämtland
Avradslanden var något speciellt för Jämtland. Ett avradsland var, i dess ursprungliga, medeltida bemärkelse, en avsöndrad del av allmänningen utanför gårdarnas eller byarnas territorier, som den norska kronan låtit bönder på vissa gårdar eller i vissa byar få exklusiv nyttjanderätt (men inte äganderätt) till, mot erläggande av en årlig avrad (arrendeavgift) till kronan.
Enligt gammal norsk rättsuppfattning sträckte sig de jämtländska byarnas egna marker, med full äganderätt, en mil (knappt 7 km) från själva gårdsbebyggelsen och var att anse som skattemil såvida inte annan äganderätt utgjorde hinder. Utanför byterritorierna vidtog avradslanden i mån av utrymme vilka nyttjades i första hand för jakt, fiske och slåtter och längre fram i tiden dessutom för fäboddrift. Det första beviset för avradsland i Jämtland finns gällande Landöns avradsland (Landogs avrad) från 1300-talet.
I Jämtland betalades avraden till en början med gråskinn (ekorre i vinterpäls), men höjdes efterhand till hermelinskinn. Det kunde även förekomma att landbon fick utföra dagsverken åt jordägaren.
I Henning Tidemans bok om Jämtlands avradsland från år 1750, kan man läsa mer ingående om vad avrad är; Följakteligen äro Afradsland i Jämtland vissa af Kronan förpaktade och indelta lägenheter, bestående antingen av skog, slåtteland, tidefiske, eller andra dylika nyttbarheter i landthushållningen, för hvilka afrad eller andra afgäld årligen gifves. Den 21 december, Tomasmessedagen, var den årligt återkommande betalningsdagen. Avrat, afradsland eller ”afráð” som det hette på medeltiden, var alltså juridiskt uppdelade afradsland, med nyttjande som årligen betalade afrad. Det kunde också kallas att man böxlade, eller betalade bygselpenningar när bönder eller samer förband sig att för framtiden årligen betala en viss avrad.